# Benjamin Jacques Asscher
Benjamin Jacques (Ben) Asscher (Haarlem, 17 april 1925 – Baarn, 2 juni 2008) was een Nederlands advocaat en rechter.

## Leven en werk
Asscher was het oudste kind van William Benjamin Asscher (1895-1982) en Roosje van der Meulen (1900-1993), die in 1924 met elkaar trouwden.
Zijn moeder was Joods, zijn vader half-Joods, maar Ben rekende zich niet tot een kerkelijke denominatie. Asscher zat in de oorlog drie maanden met zijn ouders en broer en zus in Westerbork vast. Het lukte de jurist Martien Nijgh om Bens vader op papier een niet-Joodse vader te geven, ene William Knight, waardoor het Joodse huwelijk werd omgezet in een gemengd huwelijk en het gezin werd vrijgelaten. Na de oorlog koos hij voor een rechtenstudie omdat hij niet net als zijn vader, die werkzaam was bij Shell, ingenieur wilde worden.
Asscher studeerde rechten aan de Universiteit van Leiden. In 1952 begon hij zijn carrière als advocaat te Alkmaar en in 1968 werd Asscher benoemd tot rechter bij de Rechtbank Arnhem. In 1983 volgde hij Winand Joseph Borgerhoff Mulder op als president van de Rechtbank Amsterdam, een functie die hij vervulde tot aan zijn pensioen in 1993. Asscher voerde een wervend beleid voor kort gedingen: "Het lichtste wapen is in mijn vak het beste". Hij behandelde verschillende zaken die de media betroffen, zoals klachten over publicaties in het weekblad Privé. Dit blad, dat zich in hoofdzaak met societynieuws bezighoudt, publiceerde ooit integraal een van zijn uitspraken toen het blad in het gelijk werd gesteld in een zaak tegen Tim Krabbé en Liz Snoijink. Ook zat hij veel zaken voor in de roerige periode van de kraakbeweging.
Asscher was onder meer voorzitter van de Toneelgroep Amsterdam en van de Commissie van Beroep van de Koninklijke Nederlandse Biljartbond. Ook was hij bestuurslid van de Stichting Maatschappij en Politie.
Bij zijn afscheid werd hij benoemd tot commandeur in de Orde van Oranje-Nassau. In 1996 aanvaardde Asscher de Cleveringaleerstoel. In zijn inaugurele rede hekelde hij het Nederlandse integratiebeleid en waarschuwde hij voor de afnemende tolerantie.
Asscher was getrouwd met Alied Heuzeveldt (1930-2024) en overleed in zijn woonplaats Baarn op 83-jarige leeftijd.

## Wetenswaardigheden
- Asscher werd in 1991 benoemd tot ridder in de Orde van de Nederlandse Leeuw[8]
- Hij werd de mediarechter genoemd omdat de Mediawet bepaalde dat de president van Amsterdamse rechtbank alle zaken behandelde die de media in Hilversum betroffen.[5]
- Asscher had twee zonen, Maarten Asscher (1957), schrijver en directeur bij Athenaeum Boekhandel, en Erik Asscher (1960), predikant[1]

- Digitale Bibliotheek voor de Nederlandse Letteren: assc014
- Gemeinsame Normdatei: 140087974
- International Standard Name Identifier: 0000 0000 2679 3513
- Library of Congress Control Number: n84014157
- Nederlandse Thesaurus van Auteursnamen: 069167346
- Virtual International Authority File: 103394764